# Pleocnemia cumingiana
Pleocnemia cumingiana är en ormbunkeart som beskrevs av Karel Presl. Pleocnemia cumingiana ingår i släktet Pleocnemia och familjen Tectariaceae. Inga underarter finns listade.